# Sciapus flexicornis
Sciapus flexicornis är en tvåvingeart som beskrevs av Octave Parent 1944. Sciapus flexicornis ingår i släktet Sciapus och familjen styltflugor. Inga underarter finns listade i Catalogue of Life.